# Вучя Вас
Вучя Вас (словен. Vučja vas) — поселення в общині Крижевці, Помурський регіон, Словенія. Висота над рівнем моря: 193,2 м.